# Eleições autárquicas portuguesas de 1982 no distrito de Leiria
| Eleições autárquicas portuguesas de 1982 Distritos: Aveiro \| Beja \| Braga \| Bragança \| Castelo Branco \| Coimbra \| Évora \| Faro \| Guarda \| Leiria \| Lisboa \| Portalegre \| Porto \| Santarém \| Setúbal \| Viana do Castelo \| Vila Real \| Viseu \| Açores \| Madeira |

## Resultados por concelho
Os resultados nos concelhos do distrito de Leiria foram os seguintes:

### Alcobaça
| Partido                 | Partido                 | Votos  | %               | +/-  | Vereadores | +/-     |
| ----------------------- | ----------------------- | ------ | --------------- | ---- | ---------- | ------- |
|                         | Aliança Democrática     | 13 101 | 48,96 / 100,00  | 0,83 | 4 / 7      | Estável |
|                         | Partido Socialista      | 10 775 | 40,27 / 100,00  | 1,16 | 3 / 7      | Estável |
|                         | Aliança Povo Unido      | 2 024  | 7,56 / 100,00   | 0,51 | 0 / 7      | Estável |
| Votos Inválidos         | Votos Inválidos         | 856    | 3,20 / 100,00   | 0,98 |            |         |
| Total                   | Total                   | 26 756 | 100,00 / 100,00 |      | 7 / 7      |         |
| Eleitorado/Participação | Eleitorado/Participação | 40 505 | 66,06 / 100,00  | 4,78 |            |         |

### Alvaiázere
| Partido                 | Partido                   | Votos | %               | +/-     | Vereadores | +/-     |
| ----------------------- | ------------------------- | ----- | --------------- | ------- | ---------- | ------- |
|                         | Centro Democrático Social | 3 451 | 59,87 / 100,00  | -       | 3 / 5      | -       |
|                         | Partido Social Democrata  | 1 759 | 30,52 / 100,00  | -       | 2 / 5      | -       |
|                         | Partido Socialista        | 223   | 3,87 / 100,00   | 7,77    | 0 / 5      | Estável |
|                         | Aliança Povo Unido        | 92    | 1,60 / 100,00   | Estável | 0 / 5      | Estável |
| Votos Inválidos         | Votos Inválidos           | 239   | 4,15 / 100,00   | 1,65    |            |         |
| Total                   | Total                     | 5 764 | 100,00 / 100,00 |         | 5 / 5      |         |
| Eleitorado/Participação | Eleitorado/Participação   | 8 483 | 67,95 / 100,00  | 5,42    |            |         |

### Ansião
| Partido                 | Partido                 | Votos  | %               | +/-   | Vereadores | +/-     |
| ----------------------- | ----------------------- | ------ | --------------- | ----- | ---------- | ------- |
|                         | Aliança Democrática     | 5 230  | 69,02 / 100,00  | 10,99 | 6 / 7      | Estável |
|                         | Partido Socialista      | 1 682  | 22,20 / 100,00  | 8,82  | 1 / 7      | Estável |
|                         | Aliança Povo Unido      | 411    | 5,42 / 100,00   | 0,44  | 0 / 7      | Estável |
| Votos Inválidos         | Votos Inválidos         | 255    | 3,36 / 100,00   | 1,73  |            |         |
| Total                   | Total                   | 7 578  | 100,00 / 100,00 |       | 7 / 7      |         |
| Eleitorado/Participação | Eleitorado/Participação | 11 709 | 64,72 / 100,00  | 9,29  |            |         |

### Batalha
| Partido                 | Partido                    | Votos | %               | +/-  | Vereadores | +/-     |
| ----------------------- | -------------------------- | ----- | --------------- | ---- | ---------- | ------- |
|                         | Partido Social Democrata   | 3 373 | 52,79 / 100,00  | 9,50 | 3 / 5      | 1       |
|                         | Partido Socialista         | 1 171 | 18,33 / 100,00  | 6,68 | 1 / 5      | 1       |
|                         | Centro Democrático Social  | 1 019 | 15,95 / 100,00  | 2,67 | 1 / 5      | Estável |
|                         | Partido Popular Monárquico | 402   | 6,29 / 100,00   | 4,74 | 0 / 5      | Estável |
|                         | Aliança Povo Unido         | 139   | 2,18 / 100,00   | 0,88 | 0 / 5      | Estável |
| Votos Inválidos         | Votos Inválidos            | 285   | 4,46 / 100,00   | 2,29 |            |         |
| Total                   | Total                      | 6 389 | 100,00 / 100,00 |      | 5 / 5      |         |
| Eleitorado/Participação | Eleitorado/Participação    | 9 344 | 68,38 / 100,00  | 7,58 |            |         |

### Bombarral
| Partido                 | Partido                   | Votos  | %               | +/-  | Vereadores | +/-     |
| ----------------------- | ------------------------- | ------ | --------------- | ---- | ---------- | ------- |
|                         | Centro Democrático Social | 3 108  | 43,69 / 100,00  | -    | 4 / 7      | -       |
|                         | Partido Social Democrata  | 1 465  | 20,60 / 100,00  | -    | 1 / 7      | -       |
|                         | Aliança Povo Unido        | 1 273  | 17,90 / 100,00  | 1,06 | 1 / 7      | Estável |
|                         | Partido Socialista        | 978    | 13,75 / 100,00  | 1,95 | 1 / 7      | Estável |
| Votos Inválidos         | Votos Inválidos           | 289    | 4,06 / 100,00   | 1,00 |            |         |
| Total                   | Total                     | 7 113  | 100,00 / 100,00 |      | 7 / 7      |         |
| Eleitorado/Participação | Eleitorado/Participação   | 10 646 | 66,81 / 100,00  | 1,08 |            |         |

### Caldas da Rainha
| Partido                 | Partido                   | Votos  | %               | +/-   | Vereadores | +/-     |
| ----------------------- | ------------------------- | ------ | --------------- | ----- | ---------- | ------- |
|                         | Centro Democrático Social | 7 195  | 36,23 / 100,00  | 25,16 | 3 / 7      | 2       |
|                         | Partido Social Democrata  | 5 771  | 29,06 / 100,00  | 26,07 | 2 / 7      | 2       |
|                         | Partido Socialista        | 4 000  | 20,14 / 100,00  | 1,40  | 1 / 7      | Estável |
|                         | Aliança Povo Unido        | 2 132  | 10,74 / 100,00  | 1,68  | 1 / 7      | Estável |
| Votos Inválidos         | Votos Inválidos           | 761    | 3,83 / 100,00   | 1,19  |            |         |
| Total                   | Total                     | 19 859 | 100,00 / 100,00 |       | 7 / 7      |         |
| Eleitorado/Participação | Eleitorado/Participação   | 31 958 | 62,14 / 100,00  | 4,57  |            |         |

### Castanheira de Pêra
| Partido                 | Partido                  | Votos | %               | +/-  | Vereadores | +/-     |
| ----------------------- | ------------------------ | ----- | --------------- | ---- | ---------- | ------- |
|                         | Partido Socialista       | 1 807 | 64,26 / 100,00  | 9,24 | 4 / 5      | 1       |
|                         | Partido Social Democrata | 818   | 29,09 / 100,00  | 2,00 | 1 / 5      | 1       |
|                         | Aliança Povo Unido       | 70    | 2,49 / 100,00   | 0,10 | 0 / 5      | Estável |
| Votos Inválidos         | Votos Inválidos          | 117   | 4,16 / 100,00   | 0,75 |            |         |
| Total                   | Total                    | 2 812 | 100,00 / 100,00 |      | 5 / 5      |         |
| Eleitorado/Participação | Eleitorado/Participação  | 3 942 | 71,33 / 100,00  | 5,39 |            |         |

### Figueiró dos Vinhos
| Partido                 | Partido                   | Votos | %               | +/-   | Vereadores | +/-     |
| ----------------------- | ------------------------- | ----- | --------------- | ----- | ---------- | ------- |
|                         | Partido Social Democrata  | 2 964 | 58,15 / 100,00  | 0,86  | 4 / 5      | 1       |
|                         | Partido Socialista        | 1 223 | 23,99 / 100,00  | -     | 1 / 5      | -       |
|                         | Centro Democrático Social | 665   | 13,05 / 100,00  | 21,12 | 0 / 5      | 2       |
|                         | Aliança Povo Unido        | 62    | 1,22 / 100,00   | 2,04  | 0 / 5      | Estável |
| Votos Inválidos         | Votos Inválidos           | 183   | 3,59 / 100,00   | 0,02  |            |         |
| Total                   | Total                     | 5 097 | 100,00 / 100,00 |       | 5 / 5      |         |
| Eleitorado/Participação | Eleitorado/Participação   | 7 110 | 71,69 / 100,00  | 4,17  |            |         |

### Leiria
| Partido                 | Partido                   | Votos  | %               | +/-  | Vereadores | +/-     |
| ----------------------- | ------------------------- | ------ | --------------- | ---- | ---------- | ------- |
|                         | Centro Democrático Social | 16 765 | 37,23 / 100,00  | 6,58 | 4 / 9      | 1       |
|                         | Partido Social Democrata  | 13 947 | 30,98 / 100,00  | 8,88 | 3 / 9      | 1       |
|                         | Partido Socialista        | 9 281  | 20,61 / 100,00  | 2,91 | 2 / 9      | Estável |
|                         | Aliança Povo Unido        | 3 375  | 7,50 / 100,00   | 0,22 | 0 / 9      | Estável |
| Votos Inválidos         | Votos Inválidos           | 1 658  | 3,68 / 100,00   | 0,28 |            |         |
| Total                   | Total                     | 45 026 | 100,00 / 100,00 |      | 9 / 9      |         |
| Eleitorado/Participação | Eleitorado/Participação   | 67 460 | 66,74 / 100,00  | 4,39 |            |         |

### Marinha Grande
| Partido                 | Partido                                | Votos  | %               | +/-  | Vereadores | +/-     |
| ----------------------- | -------------------------------------- | ------ | --------------- | ---- | ---------- | ------- |
|                         | Aliança Povo Unido                     | 7 794  | 47,91 / 100,00  | 1,57 | 4 / 7      | Estável |
|                         | Partido Socialista                     | 4 598  | 28,26 / 100,00  | 1,32 | 2 / 7      | Estável |
|                         | Partido Social Democrata               | 2 440  | 15,00 / 100,00  | 4,44 | 1 / 7      | Estável |
|                         | Centro Democrático Social              | 543    | 3,34 / 100,00   | -    | 0 / 7      | -       |
|                         | União Democrática Popular              | 198    | 1,22 / 100,00   | 0,56 | 0 / 7      | Estável |
|                         | Partido Operário de Unidade Socialista | 147    | 0,90 / 100,00   | 0,29 | 0 / 7      | Estável |
| Votos Inválidos         | Votos Inválidos                        | 548    | 3,37 / 100,00   | 1,55 |            |         |
| Total                   | Total                                  | 16 268 | 100,00 / 100,00 |      | 7 / 7      |         |
| Eleitorado/Participação | Eleitorado/Participação                | 22 715 | 71,62 / 100,00  | 3,91 |            |         |

### Nazaré
| Partido                 | Partido                 | Votos  | %               | +/-  | Vereadores | +/-     |
| ----------------------- | ----------------------- | ------ | --------------- | ---- | ---------- | ------- |
|                         | Partido Socialista      | 3 084  | 47,06 / 100,00  | 3,79 | 4 / 7      | 1       |
|                         | Aliança Democrática     | 2 041  | 31,15 / 100,00  | 2,41 | 2 / 7      | Estável |
|                         | Aliança Povo Unido      | 1 120  | 17,09 / 100,00  | 1,60 | 1 / 7      | Estável |
| Votos Inválidos         | Votos Inválidos         | 308    | 4,70 / 100,00   | 1,20 |            |         |
| Total                   | Total                   | 6 553  | 100,00 / 100,00 |      | 7 / 7      |         |
| Eleitorado/Participação | Eleitorado/Participação | 11 143 | 57,42 / 100,00  | 8,16 |            |         |

### Óbidos
| Partido                 | Partido                 | Votos | %               | +/-  | Vereadores | +/-     |
| ----------------------- | ----------------------- | ----- | --------------- | ---- | ---------- | ------- |
|                         | Partido Socialista      | 2 652 | 52,66 / 100,00  | 2,88 | 3 / 5      | Estável |
|                         | Aliança Democrática     | 1 650 | 32,76 / 100,00  | 0,51 | 2 / 5      | Estável |
|                         | Aliança Povo Unido      | 423   | 8,40 / 100,00   | 5,16 | 0 / 5      | Estável |
| Votos Inválidos         | Votos Inválidos         | 311   | 6,19 / 100,00   | 1,78 |            |         |
| Total                   | Total                   | 5 036 | 100,00 / 100,00 |      | 5 / 5      |         |
| Eleitorado/Participação | Eleitorado/Participação | 7 978 | 63,12 / 100,00  | 1,75 |            |         |

### Pedrógão Grande
| Partido                 | Partido                   | Votos | %               | +/-   | Vereadores | +/-     |
| ----------------------- | ------------------------- | ----- | --------------- | ----- | ---------- | ------- |
|                         | Partido Social Democrata  | 1 743 | 56,90 / 100,00  | 12,85 | 3 / 5      | 1       |
|                         | Partido Socialista        | 650   | 21,22 / 100,00  | 1,04  | 1 / 5      | Estável |
|                         | Centro Democrático Social | 521   | 17,01 / 100,00  | -     | 1 / 5      | -       |
|                         | Aliança Povo Unido        | 48    | 1,57 / 100,00   | 2,14  | 0 / 5      | Estável |
| Votos Inválidos         | Votos Inválidos           | 101   | 3,30 / 100,00   | 0,98  |            |         |
| Total                   | Total                     | 3 063 | 100,00 / 100,00 |       | 5 / 5      |         |
| Eleitorado/Participação | Eleitorado/Participação   | 4 887 | 62,68 / 100,00  | 0,54  |            |         |

### Peniche
| Partido                 | Partido                  | Votos  | %               | +/-  | Vereadores | +/-     |
| ----------------------- | ------------------------ | ------ | --------------- | ---- | ---------- | ------- |
|                         | Partido Socialista       | 4 727  | 36,09 / 100,00  | 9,13 | 3 / 7      | 1       |
|                         | Partido Social Democrata | 4 464  | 34,09 / 100,00  | 5,63 | 2 / 7      | 1       |
|                         | Aliança Povo Unido       | 3 452  | 26,36 / 100,00  | 4,41 | 2 / 7      | Estável |
| Votos Inválidos         | Votos Inválidos          | 453    | 3,46 / 100,00   | 0,92 |            |         |
| Total                   | Total                    | 13 096 | 100,00 / 100,00 |      | 7 / 7      |         |
| Eleitorado/Participação | Eleitorado/Participação  | 18 202 | 71,95 / 100,00  | 1,39 |            |         |

### Pombal
| Partido                 | Partido                   | Votos  | %               | +/-   | Vereadores | +/-     |
| ----------------------- | ------------------------- | ------ | --------------- | ----- | ---------- | ------- |
|                         | Partido Socialista        | 7 639  | 35,95 / 100,00  | 10,23 | 3 / 7      | 1       |
|                         | Partido Social Democrata  | 7 435  | 34,99 / 100,00  | 1,63  | 3 / 7      | Estável |
|                         | Centro Democrático Social | 4 622  | 21,75 / 100,00  | 7,82  | 1 / 7      | 1       |
|                         | Aliança Povo Unido        | 636    | 2,99 / 100,00   | 1,45  | 0 / 7      | Estável |
| Votos Inválidos         | Votos Inválidos           | 915    | 4,30 / 100,00   | 0,63  |            |         |
| Total                   | Total                     | 21 247 | 100,00 / 100,00 |       | 7 / 7      |         |
| Eleitorado/Participação | Eleitorado/Participação   | 39 060 | 54,40 / 100,00  | 3,81  |            |         |

### Porto de Mós
| Partido                 | Partido                 | Votos  | %               | +/-   | Vereadores | +/-     |
| ----------------------- | ----------------------- | ------ | --------------- | ----- | ---------- | ------- |
|                         | Aliança Democrática     | 6 414  | 61,06 / 100,00  | -     | 5 / 7      | -       |
|                         | Partido Socialista      | 2 267  | 21,58 / 100,00  | 11,30 | 1 / 7      | 1       |
|                         | Aliança Povo Unido      | 1 272  | 12,11 / 100,00  | 0,22  | 1 / 7      | Estável |
| Votos Inválidos         | Votos Inválidos         | 552    | 5,25 / 100,00   | 1,72  |            |         |
| Total                   | Total                   | 10 505 | 100,00 / 100,00 |       | 7 / 7      |         |
| Eleitorado/Participação | Eleitorado/Participação | 16 420 | 63,98 / 100,00  | 6,54  |            |         |